# 働かない権利
働かない権利（はたらかないけんり）とは、障害者などが障害や病気などの状態悪化を防ぐため、または障害などが重度で労働（勤労）がほぼ不可能な者があえて勤労を避けることを求める、または他人から精神的な手段などで勤労を強要されることを拒否することで平穏に暮らしていく権利があると主張する自己決定権思想である。障害者分野の反社会復帰とセットになって語られることが多い。
- 精神障害分野においては、作業をすることを前提としない福祉施設（居場所）が登場しており、問題は解消されている（後述）。
- 障害者分野における人権問題であり、本人に障害や病気が見つかっていない場合の引きこもり（不登校問題に起因する本来社会参加に達した年齢の若者の諸問題[1]）やニート（若年無業者、内閣府によると15歳～39歳[2][3]）の分野は除かれる。
- 障害者による国家や社会への生存権の要求であり、アナキズム（国家や宗教など一切の政治的権威と権力を否定し、自由な諸個人の合意のもとに個人の自由が重視される社会を運営していくことを理想とする思想[4][5][6]）ではない。

## 概要
本人が生存するために消費が必要であり、そのために生産が必要であり、労働は必要であるが、本人が働くため、働けるようになるために本人が要するコスト、それによって結果がどれほどのものになるか、この両方を見た場合に、本人に対して害が大きいことがある。この場合、自ら労働を避け、他人から精神的な手段などで労働を強要されることを拒否することで社会で生存していく権利（生存権）があるということを一部の障害者が主張している自己決定権思想である。
精神障害者患者会のうち、かつてあった「精神病」者グループごかいが中心となって一部の精神障害者やその患者会による独自の造語である。
労働について
東京大学社会科学研究所によると、労働とは資本主義社会では、労働は倫理的性格の活動ではなく、労働者の生存を維持するためにやむをえなく行われる苦痛に満ちたものである（新古典派経済学）。意外に思われるが共産主義社会でも同じである。
アメリカの哲学者ハンナ・アーレントも著書『人間の条件（1958年）』にて、労働（Labor）とは人間が動物の一種として、生命や生活の維持のために必要に迫られて行うような作業のこととしている。
勤労について
日本の憲法に規定されている勤労については、後述する日本国憲法の勤労の義務規定を参照されたい。

## 歴史

### 西洋における労働

#### 古代
古代ギリシアでは労働は奴隷のすることであって、ポリスに暮らす人々からは軽蔑されていたという。生きる必要に迫られてする労働は動物的なレベルに留まるものだと考えられていたからである。

#### 旧約聖書の記述
旧約聖書においては罰との扱いで、創世記第3章19節神がアダムに科した罰であるとされている。

#### 新約聖書の記述

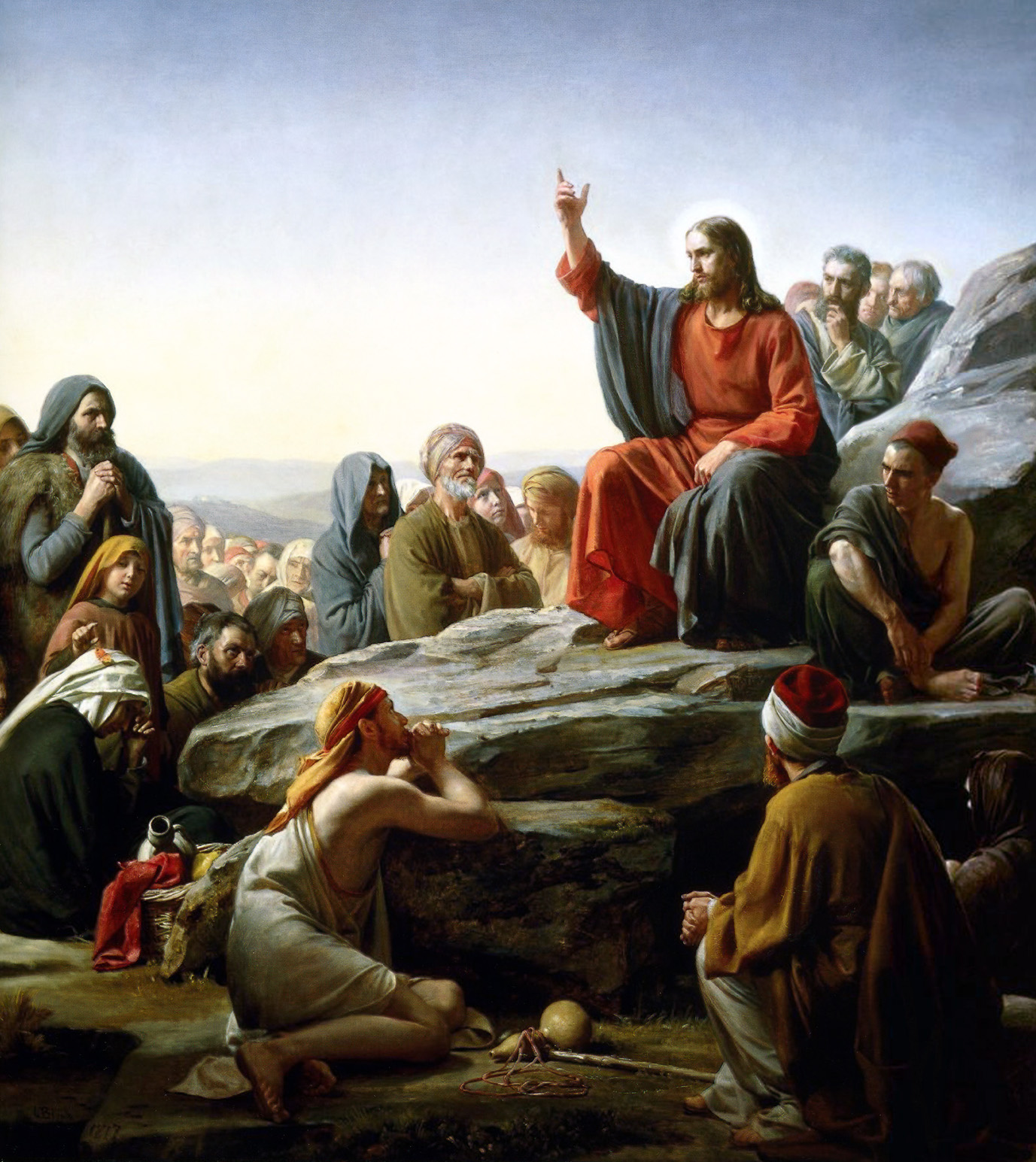
山上の垂訓
カール・ハインリッヒ・ブロッホ画

新約聖書ではマタイによる福音書（マタイ伝とも呼ばれている）第6章28節から29節にはイエス・キリストが山上の垂訓（山上の説教とも）で怠惰について説いていることが記述されている。
「テサロニケの信徒への手紙二」という使徒パウロのテサロニケ教会へ送った手紙のなかの3章10節に「働きたくないものは食べてはならない」との一節がある。ここで書かれている「働きたくないもの」つまり「怠惰なもの」とは、働きたくても働くことができないで人の世話になっているといった、やむを得ない生活をしている人のことではなく、正当で有用な仕事に携わって働く意志をもたず、拒んでいる者のことである。

#### 中世から近世
キリスト教宗教改革（16世紀）以前は、貧しい人を救う役目はキリスト教会の役割であったが、宗教改革はこれを一変させた。マルティン・ルターは1520年に発表した『ドイツ貴族に与える書』で「怠惰と貪欲は許されざる罪」であり、怠惰の原因として物乞いを排斥し、労働を「神聖な義務である」とした。ジャン・カルヴァンは『キリスト教綱要』でパウロの「働きたくない者は食べてはならない（新約聖書「テサロニケの信徒への手紙二」3章10節）」という句を支持し、無原則な救貧活動を批判した。スイスの宗教改革者達の意見によれば、ローマ教会ことカトリック教会の「むやみやたらに施しを与えるという見せかけの慈善を認めていた」ことに対抗するために「真のキリスト教徒は勤勉と倹約の徳を」と強く主張しなければならなかった背景があったという。ヨーロッパの国家はその影響により、「労働は神聖なもの」「働くことは神のご意志」とされていて、労働しない者は神や国家に反逆するもの（国家反逆）とされていた。たとえばフランスでは1656年に「パリ市内および近郊の貧しい乞食の監禁のための一般施療院の設立を定める勅令（一般施療院令）」とその強化令が発せられ、労働をしない者を癩（らい）施療院だった建物を転用して収容し、労働させた。この施設は医療施設ではなく院長が貧困者に対する裁判権、矯正権、懲罰権を持つ監禁施設であった。大規模なものとして、ルイ14世（ブルボン朝第3代の国王）の指導で、精神障害者、犯罪者、浮浪者を収容する総合施療院、ビセートル病院（男性）、サルペトリエール病院（女性）が建設される。のちに工業化も進み農民が都市に流れ込み中には職からあふれる者も出てくるが、当時、こういった人は国家にとって不要な者とされ、これらの者の強制収容が進められ、この動きはあっという間にヨーロッパ全土に広がっていった。その収容者の中には精神病者もいた。
話をフランスに戻すと、パリのノートルダム寺院前の広場に、パリ警視庁の警吏によって大勢の人たちが連日かき集められた。集められたのは、浮浪者、乞食、怠け者、ならず者、売春婦、狂人、親不孝者。彼らは警視庁鑑別所を経て「施療院」と称する収容所へ投げ込まれた。そこは陽も射し込まぬ地下牢であり、みな一緒くたで鎖に繋がれた。泣き騒ぐ者には手枷・足枷・首枷をはめられた。
イギリスでは救貧院が強制労働をさせるための役割を負わされた。1600年代に起源をもつ救貧法では働ける者には労働を強制させ、働けない者には扶助をする仕組みであった。

#### 近代
自己決定権の提唱
1859年、イギリスの哲学者ジョン・スチュアート・ミルが自著「自由論」にて自己決定権にあたる権利を提唱した。
フランス社会主義思想
1883年には、カール・マルクスの嫁婿でフランス労働党 (POF)の創設に携わった、ポール・ラファルグ(Paul Lafargue)は『怠惰への権利』Le droit à la paresseという著作を出版し当時の奴隷的搾取労働と「働く権利」のパラドクスを批判した。これはサンディカリスム運動やストライキ権にも影響を与えた。
ソビエト社会主義思想
ソビエト連邦およびソビエト連邦共産党（前身はボリシェヴィキ、現在はロシア連邦共産党）の初代指導者ウラジーミル・レーニン（本名、ウラジーミル・イリイチ・ウリヤノフ）は、同党の機関紙「プラウダ」第17号（1929年1月12日発行）にて論文「競争をどう組織するか？」を寄稿し、「働かざるものは食うべからず」は社会主義の実践的戒律であると述べた。この戒律は新約聖書の「働きたくないものは食べてはならない」を引用したとされている。
1936年制定のソビエト社会主義共和国連邦憲法（スターリン憲法）では第12条に「働かざる者食うべからず」の表現がある。この憲法は国内よりも対外的な宣伝を意図して作られたものであり、候補者推薦制とソビエト連邦共産党による一党独裁制は変わらず、恐怖政治や大量の粛清、虐殺、強制労働が行われ、その犠牲者の多くは労働者や農民であった。最終的に、1991年のソビエト連邦の崩壊により、憲法は失効するに至っている。

#### 現代
2015年、ベラルーシで183日以上（ロイター報道では181日以上）労働をしなかった者に250ドル（約3万円）の罰金（ロイター報道では税）を科す法律が可決し施行された。同国では平均月収にあたる金額である。罰金（ロイター報道では税）を支払えなかった場合は拘束され、月10ドル分の奉仕をさせられる。ロシアのザ・モスクワ・タイムズによると市民の就労を促すとともに、憲法上の義務である国家財政に寄与してもらうのが目的と報じている。発案者は大統領のアレクサンドル・ルカシェンコ。ただし本項での主題の「障害者」は除かれていて、2015年に日本国内メディアの産経新聞大阪本社と東京スポーツでは「社会寄生虫駆除法」や「ニート罰金法」、2017年にイギリスの通信社ロイターは続報で「社会的寄生虫税」「社会的パラサイト税」との表現で報じられた

### 日本

#### 奈良・平安時代
奈良時代や平安時代の公務員の仕事場「朝廷」とは、夜明けとともにいなければいけない場所だから"朝"廷と呼んだ。彼らは午後以降自由な時間であった。一般庶民においては雑役があったがそれを「はたらく」とは認識していなかった。「はたらく」とは自由な時間にそれぞれの思いを開花させることだった。この時代は気候が温暖だったことも影響がある。奈良時代から温暖化が始まり、平安時代からは中世温暖期と呼ばれている安定した気候になる。太陽活動は現在よりも活発だったことが屋久杉の年輪に沿った炭素同位体の分析から明らかにされている。大阪湾が京都の南部まで拡大化するほどで、社会は高い農業生産力に支えられていた。

#### 鎌倉時代
鎌倉時代になると温暖だった気候が寒冷化した。労働時間は現代並みになり、労働内容も変化した。

#### 江戸時代
日本人は江戸時代の農民を例に、元々勤勉な民族でそれは農耕民族の国民性に根ざしていると言われているが、実際はそうではないとしており、労働観は仏教と儒教の影響が大きく、仏教では勤勉は美徳とされている。江戸時代の僧侶、鈴木正三は身分にかかわりなく社会的な「役」を果たすべき、儒家の石田梅岩は仕事は道徳的行為そのものと説いた。
日本の年貢は村単位で納める仕組みで（村請制度）、一部の農家が何かしらの理由で年貢を納められなかった場合、不足分を村内の余裕のある人たちが負担する。労働し、倹約をしない人たちが現れると通俗美徳を実践している真面目な人たちが損をするから、美徳として説かねればならなかった背景がある。
明治期のベストセラー、サミュエル・スマイルズの『自助論』（当時は中村正直訳『西国立志編』）では、労働・倹約の裏表の関係にある自助努力や自己責任を美化した著作が人々の心をとらえていた。結局、労働・倹約の美徳は260年以上続く救済の負担を強いられてきた人々の抵抗の声でもあった。
なお、この時代の障害者の仕事として食べ物商売のお店などにおいて夜間に火を消してしまわないようにしておくものがあった。一説によるとこの仕事をする者を「火男（ひおとこ）」とよび、のちに「ひょっとこ」になったとされる。現在のようにマッチやライターがなく点火が容易でなかったことで夜間に火を守り続けるという仕事があったが、過酷でなり手が見つからず、他に仕事を見つけることのできない障害者たちが多かった。

#### 明治維新後
生活困窮者などは閉じ込める
1872年（明治5年）10月16日、ロシアのアレクセイ皇子が訪日するにあたり、明治政府は東京府東京市本郷の元加賀藩邸跡（現・東京大学構内）の空き長屋に営繕会議所附属養育院（現・地方独立行政法人東京都健康長寿医療センター）を設置し、巷の生活困窮者などを狩込み収容した（精神障害者部門はのちに東京都立松沢病院となる）。1874年（明治7年）12月に示達された恤救規則（じゅっきゅうきそく）に基づく保護を行なってきた。

#### 昭和前期
徴兵と労働、労務、勤労
日中戦争（1937年、昭和12年）や国家総動員法（1938年、昭和13年）が成立するあたりからは障害者で徴兵検査に合格できないことは国家からのある種の戦力外通告であり、兵役から逃れられることはあっても臣民の義務を果しえない非国民ということで、苦にして自殺を決意するようなエピソードが出てくる。
また、戦後の日本国憲法や勤労感謝の日に出てくる「勤労」という言葉はこの時期の国家総力戦体制下の言葉で、大正時代までの私的な動機の「労働」は非難や処罰され、聖戦完遂や国家総動員の精神で国家の崇高な目的に奉仕する「勤労奉仕」や「勤労動員」となった。戦後、日本国憲法第27条の「勤労の権利」「勤労の義務」として生き残った。
戦後、革新派である日本社会党の森戸辰男は、初めは「労働」との言葉を用いていたが、しだいに何か多少具合が悪いような感じを持たれ、お役所では「労務」という言葉を使うようになった。戦中になると「勤労」という言葉がもてはやされ、「日本主義ノ人」から「労働」との言葉を廃止しなければならないとの主張がされるようになった。「勤労」とは天皇に奉仕する特別の意味があるのに対し、「労働」とは労使対立を意味することから、君民一体のような考え方に反するからと「労働」「労務」「勤労」の歴史的な背景を語った。
「勤労」という言葉は『太祖実録』『世宗実録』などの朝鮮王朝の実録でも使われている。

#### 戦後

##### 勤労および労働の精神的義務化と生存権
戦後になり、1947年（昭和22年）5月3日に施行された日本国憲法第27条には「すべて国民は、勤労の権利を有し、義務を負う。」との「勤労の権利」と日本国民の3大義務の一つ「勤労の義務」の規定がある。うち、勤労の義務は大日本帝国憲法（明治憲法）には規定はない。GHQ草案（マッカーサー草案）、憲法改正草案要綱、憲法改正草案など詳しい比較は日本国憲法第27条の項目を参照。「勤労の義務」規定の由来は諸説がある。
1. 二宮尊徳報徳思想説 - 農林官僚出身の元農林大臣の石黒忠篤や農林技官出身で代議士の竹山祐太郎が、二宮尊徳の「報徳思想」の精神に則って、日本国民が自らの勤労の力で太平洋戦争で荒廃した祖国を再建させてゆこうと提案[53]
2. 八木秀次の改革派案説（左翼社会主義） - 当時の日本社会党が高野岩三郎らの憲法研究会のメンバー鈴木安蔵がまとめた憲法草案要綱[注釈 8]を参考に提案してこの義務が追加された[54]
3. 江橋崇の革新派・保守派合流説（左翼社会主義と国家主義的ボランタリズムの合流） - 保守派が主張した案で、ポツダム宣言に基づく陸海軍の解体に伴い廃止が当然視された大日本帝国憲法第20条「兵役の義務」の代わりとして、国家に尽くすための公務に参加する義務。2の改革派案と保守派案との異質なものが合流して「勤労の義務」が定められたとしている。議事録をみると労働や勤労に関する義務の挿入に反対していた党派はなかった[55]。

法的効力
経済学者の安藤均によると、法学者の勤労の義務の法的効力の学説は下記の通り。その分類手法は2タイプが認められる。
- 伝統的な分類（中村睦男に代表される分類法）
  - 精神的・道徳的規定に過ぎない説
  - 勤労しようとしない者への制約として一定の法的効力を認める説
- ベーシックインカムを意識した分類（山下慎一の分類法）
  - 法的効力説 - 規定に法的効力があるとする説
    - 宮澤俊義、中村睦男、高橋和之、尾形健、石川吉右衛門

  - 政策指針説 - 規定に政策上の指針を示すものとしての法的意義を認める
    - 菅野和夫、菊池馨実

  - 無効力説 - 特段の法的意義を認めない
    - 長谷部恭男、石井照久、前田雅子

諸外国
法学者でなく経済学者の意見であるので参考であるが、井手英策は先進国おいて、憲法に勤労の義務を定めている国家は日本と韓国ぐらいではないかとしている。1948年7月17日公布の大韓民国憲法（第一共和国憲法）では第17条に勤労の義務が定められ、現行憲法（第六共和国憲法）では第32条第2項に定められている。

##### 生活保護
補足性の原則
憲法第25条の「勤労の義務」の影響で、生活保護制度には受給要件として補足性の原則（生活保護法第4条）があり、勤労能力があるならばまず働いて生活資金を得ることが求められる。
参考情報
この項目の対象者の障害者においては、1949年（昭和24年）5月より生活保護の生活扶助に障害者加算が設けられていて、被保護者のうち、障害認定を受けている者に対し加算支給を行っている。
1980年（昭和55年）12月の中社審生活保護専門分科会中間報告によると、看護にあたる家族は中程度以上の労働（勤労）に従事している状態にあることからその増加熱量分を補填した。よって創設時はあくまでも看護にあたる家族に対する加算であった。1952年（昭和27年）5月に障害者本人に対して加算するよう改めた。2021年（令和3年）4月現在は障害者本人に対し、居住環境の改善のための費用や点字新聞などの雑費等の経費を補填するものとして支給している。

##### 小さな政府路線と働かない自由を認めない日本社会
1960年代に社会保障制度が整備されたが、障害者のためのサービスは抑えられ、古典派経済学由来の財政規律を重んじた「小さな政府」路線が敷かれた。古典派経済学は個人の自由を尊重すると理解されているが、労働価値説を基礎に置き「働かない自由」を認めない規範体系を擁していた。例えば、この時期の内閣総理大臣池田勇人（在任期間1960年<昭和35年> - 1964年<昭和39年>）は勤労を大事にし、貧困者を立ち上がらせてやるという考え方で、勤勉に働く人達のための政策を財政の中心に据えることを決意した。
当然障害者の中には働くことが困難な者もいて、その方向性に反発する者やグループも出始めた。身体障害分野では、脳性麻痺患者による障害者患者会「大阪青い芝の会」が1972年（昭和47年）に会報にて「障害者は働くことはよい事なのだ、働けないことはいけないことなのだと教えられている。」「事あるごとに『働くことはよい事なのだ。働く所がなければ授産所へ行っても働け』といわれ続ける。」「街を歩けば『どこの施設から逃げてきたのだ』と言葉をかけられる。」と障害者が直面している就労や訓練に関する実態を明かし、「この現実を私達は拒否します。」と発言している。

##### 働かない権利の誕生
精神障害分野は東京都小平市で精神科の入院患者で状態が良くなっても長期入院を余儀なくされたり、入院が必要でもベッドの空きがなく入院ができなかったり、在宅で地域とふれあわずに生活していたりする人がいた現状を解決しようと、全国初の精神障害者向け共同作業所が1976年（昭和51年）10月に開設された。その後全国に広まり開設が相次いだ。
しかし、本項で解説する『働かない権利』を掲げる精神障害者患者会が現れる。たとえば愛媛県松山市の精神障害者患者会、1980年（昭和55年）発足の「精神病」者グループごかいでは当初は労働を前提とした社会復帰を目指していたという。名前を札に書き、その下に現在の仕事先や学校名を書いて壁にぶら下げ就労を競っていたが、社会復帰しても再発するケースが増え、のちにあるがままに生きる生き方を重視しだした。メンバーの藤原礼子によると「若い病者の中には、自ら死を選んだ人もあった。再入院する人も、少なくはなかった。（中略）『もう働くのをやめよう』という意見が出てきた。」と証言している。よって、労働（勤労）を前提とした社会復帰路線をとる全国精神障害者家族会連合会（2007年に破産、解散）などの精神障害者家族会などの関係団体と衝突することもあった（家族の加害性。引きこもり分野にも存在。ひきこもる権利）。家族は「私たちが亡くなったあとは障害者である子供は収入面でどうなるのか」との心配が背景にある。
同じころ、1981年（昭和55年）、国際障害者年の理念である「完全参加と平等」を掲げ、脳性麻痺の患者会東京青い芝の会が積極的に障害者の所得保障改善運動を展開した。1986年（昭和61年）4月に国民年金法等の改正法が施行され、障害基礎年金の支給が開始された。それまでの障害福祉年金の約2倍の支給額、例えば2級障害の場合、老齢基礎年金の額と同額になり、社会保障による生活費を得る環境が改善された。

##### 障害者労働現場の問題
障害者が虐待等により強制労働を強いていたという事件（たとえば1995年（平成7年）に茨城県で起きた「水戸事件」、滋賀県の「サン・グループ事件」）もいくつか起こった。障害や病状の悪化、人権侵害につながるのようなものが起きた場合、本末転倒と言える。

##### 作業をしない共同作業所の出現とその後
精神障害分野では障害者達の意見を参考に作業をしない共同作業所も現れる。例えば一日のリズムを作る、人間関係の練習、日中の居場所などでは作業は必然ではない。このようなコンセプトの共同作業所は1999年（平成11年）に精神障害者地域生活支援センターに引き継がれた。
精神障害者の統計ではあるが、全国精神障害者家族会連合会（全家連）が1985年に調査した今後の就労希望調査（就労していない人対象）によると、働きたくないが4.5%、できれば働きたくないが2.8%を占める。2008年1月18日発表の厚生労働省職業安定局高齢・障害者雇用対策部障害者雇用対策課の資料によると、15歳以上64歳以下の精神障害者は、35万1千人と推計されているが、就業していない者が28万3千人（80.7%）と8割を占め、そのうち33.1%は就業希望はない。これらからすべての障害者が働きたいとは思っていない実情がある。

##### 自立支援から総合支援へ
近年、自立支援（日本版ワークフェア）という言葉が叫ばれる。2000年（平成12年）にホームレス支援事業が検討され（法律は2002年のホームレスの自立の支援等に関する特別措置法）、2002年（平成14年）に児童扶養手当法と母子及び寡婦福祉法の改正があり、2005年（平成17年）に生活保護受給者等就労支援事業、2006年（平成18年）に障害者自立支援法が制定される（参考までに障害者自立支援法については一部の障害者が、別の意味で「障害者の生存権（日本国憲法第25条1項）を侵害している」として違憲訴訟を起こしている。
障害者自立支援法は、2013年（2013年）4月1日から法律の理念・目的が変更され、障害者総合支援法（正式名称・障害者の日常生活及び社会生活を総合的に支援するための法律）として施行された。この法律が定める就労移行支援制度は働く意欲と能力のある障害者が企業などで働けるよう福祉側から支援するもので、ここで述べられているような働く能力がない障害者は支援対象ではない。

##### 日本人高齢者の意識
日本生命倫理学会には2018年（平成30年）に論文にて「日本人高齢者は障害（病気）に対する否定的な考え方や差別意識がある」と報告が寄せられている。例えば銀行頭取まで務めた方が80代で病気で身体が不自由になられたとき、家族に対して「生きている価値はない、死なせてくれ」と言い続けたという。心理学者の岸見一郎は山口周との対談にて「人の価値は行為によって決まるわけではありません。『存在だけで、生きているだけで価値があるのだ』ということに気づいてほしいと思います」と語る。

## 参考

### 国際法との関係
1992年6月12日には1983年6月20日採択の『障害者の職業リハビリテーション及び雇用に関する条約（第159号）』に批准する。この条約に基づいて障害者のために取られる措置は、それ以外の労働者との関連では差別待遇とはみなされないとしている。この条約に定義される障害者とは「正当に認定された身体的又は精神的障害のため、適当な職業に就き、これを継続し及びその職業において向上する見通しが相当に減少している者（第一部第一条1）」である。
1930年6月28日採択の『強制労働に関する条約（第29号）』に1932年11月21日に批准したが、これは当時の時代状況を反映し、植民地における労働形態を念頭に置いている条文がほとんどで、この項目の趣旨…働けないと思う人が働かないと宣言し、労働を拒否する行為…とはほとんど関連性はない。2011年6月現在、ストライキ権の行使や、政治的見解に対する懲罰、労働規律の手段としたものを含めあらゆる種類の強制労働を禁止する国際労働機関（ILO）が第二次世界大戦後の1957年6月25日採択に採択した『強制労働廃止に関する条約（第105号）』を批准していないが、強制労働に関する条約（第29号）の強化条約であるので、同様にこの項目の趣旨との関連性はほとんどない。

### 補助金
障害者雇用に関わる補助金としては「特定求職者雇用開発助成金」（公共職業安定所担当）がある。一定条件をクリアすれば労働者として雇い入れた事業主に対して賃金相当額の一部の助成する制度である。行政刷新会議（Government Revitalization Unit）の事業仕分け第3弾前半初日（2010年10月27日）では、予算の執行率が低調などとして「見直し」と判定された。水戸事件においては事業者はこの補助金を受け取っていながらも知的障害者の従業員に対してほとんど賃金を支払っていなかった。

## 利点と欠点

### 利点
生産者ではないが、生活保護などの社会保障制度を利用して消費者として社会参加しており、経済が発達した国家では需給ギャップを埋めることができるので社会にとって都合がいい存在である。

### 欠点
現実的に働いていない者の中から働きたくても働けない者を選別するのは簡単なものではない上、本人が働けないことを立証するのは困難であり、権利を宣言しても説得力に欠く問題がある。
日本では一般論として働かない権利を主張するとその人が置かれている環境によっては違法性が疑われる可能性が高まる。一つに軽犯罪法違反で、第1条第4項「生計の途がないのに、働く能力がありながら職業に就く意思を有せず、且つ、一定の住居を持たない者で諸方をうろついたもの」に反すると疑われる可能性が高まり、その刑罰として拘留又は科料が定められている（但し国民の権利を必要以上に侵害しないように同法第4条にて歯止めがかかっている）。もう一つに障害年金や生活保護を受けているケースでは最悪国に対する詐欺罪が成立する可能性が高まる（生活保護であるなら生活保護法4条1項に定める補足性の要件を満たすと嘘の申告をした疑い）。
仮に不法行為はないとしても前述のように労働価値説をベースとする資本主義社会（古典派経済学）や共産主義社会（マルクス経済学）においての労働は生存権の確保のためにやむなく行われている行為でかつ戦中の国家主義的ボランタリズムが続いている、さらに小さな政府を推進していることを踏まえると勤労者を逆撫でする造語であり、日本国内で使用することは非国民として社会的制裁の対象となりえる。